# Hyperolius houyi
Hyperolius houyi es una especie de anfibios de la familia Hyperoliidae.

## Distribución geográfica y hábitat
Es endémica de Chad.
Su hábitat natural incluye ríos, marismas de agua dulce y corrientes intermitentes de agua dulce.